# Челсі Вулф
Челсі Джой Вулф (англ. Chelsea Joy Wolfe) — американська співачка, авторка текстів та композиторка із Сакраменто, Каліфорнія, нині[коли?] працює у Лос-Анджелесі. Вона відома своїм «специфічним музичним стилем дроун-метал-арт-фолку», який характеризується експериментальною грою на гітарі, невиразним вокалом та сюрреалістичними звуковими ландшафтами.
Челсі дебютувала з альбомом The Grime and The Glow (2010), виданим незалежним лейблом, Pendu Sound Recordings. Челсі Вулф продовжила музичну кар'єру, випустивши альбом Apokalypsis (2011), який здобув для неї визнання критиків інді-музики, так само як і прихильників андеґраунду. У 2012 році Челсі випустила альбом Unknown Rooms: A Collection of Acoustic Songs (2012), який виявився більш фолк-орієнтованим, якщо порівнювати із попередньою творчістю, яка була головним чином зосереджена на дисторшні та дзижчанні гітар.
3 червня 2013 року, Pain Is Beauty був оголошений публіці як четвертий студійний альбом Челсі Вулф, вихід якого очікувався на 3 вересня. Трейлер альбому вийшов водночас із цим оголошенням,, так само як і хедлайновий осінній тур по Північній Америці.

## Ранні роки
Челсі Вулф виросла у Сакраменто, Каліфорнія. Її батько був учасником місцевого гурту і обладнав вдома невелику студію звукозапису, де Челсі до дев'ятирічного віку записувала пісні власного авторства, описані пізніше нею ж як «basically Casio-based gothy R&B songs.» — ритм-енд-блюзові пісні із готичним відтінком, створені з використанням електроніки Casio.

## Кар'єра
У 2006 році Челсі створила альбом Mistake in Parting, який пізніше називала «приголомшливо нікудишнім». Альбом так і залишився невиданим, і співачка зробила перерву у музичній кар'єрі на декілька років. Челсі Вулф дебютувала із першими двома альбомами — The Grime and The Glow (2010) та Apokalypsis (2011) — з незалежним музичним лейблом Pendu Sound Recordings із штаб-квартирою в Нью-Йорку. Apokalypsis забезпечив Челсі бурхливе схвалення критиків, отримавши позитивні відгуки у Pitchfork Media та CMJ. Вулф розповіла, що вона скомпонувала два перших альбоми на материній класичній гітарі, на якій був відсутній один з кілків для настроювання; як наслідок, струни доводилось налаштовувати на нижчий лад, що й стало стилістичним елементом, перенесеним і на студійні звукозаписи.
Челсі проводила широкомасштабні турне по Північній Америці та Європі на підтримку обидвох альбомів, і страждала від жахливого страху перед сценою, який їй все-таки вдавалося перебороти; коли вона вперше почала виконувати на живо, співачка одягала чорну вуаль, яка закривала її обличчя. У 2012 році Вулф підписала контракт із Sargent House Records на випуск свого третього альбому. Третій альбом Челсі Вулф, Unknown Rooms: A Collection of Acoustic Songs, вийшов 16 жовтня 2012 року, і стилістично відрізнявся від двох попередніх, основою яких була електрогітара. Акустичний альбом «складається із „колись осиротілих“ пісень», за висловлюванням авторки. 28 липня 2012 року на радіо NPR появився перший сингл «The Way We Used To». 20 вересня другий сингл, «Appalachia», вийшов на The Fader.
Співачка взяла участь у роботі над альбомом Memorial американського гурту Russian Circles у стилі пост-метал, де вона виконувала роль гостьового вокалу. Альбом вийшов у жовтні 2013. Після виходу альбому, Челсі Вулф, спільно з Russian Circles провели музичне турне по Європі.
2014 року пісня «Feral Love» з альбому Pain is Beauty була використана як музичний супровід до трейлеру четвертого сезону серіалу Гра престолів, а також до телевізійної адаптації «Дванадцяти мавп». Крім того, вона випустила повнометражний фільм «Lone», для якого була використана музика з альбому Pain is Beauty, а режисером якого став Марк Пеллінгтон.
Пісні «Carrion Flowers», «Iron Moon» та «After the Fall» вийшли, відповідно, як перший, другий, та третій сингли з її нового альбому Abyss. Окремі частини пісні «Carrion Flowers» були використані як звуковий супровід реклами перших серій телевізійного серіалу «Ходячі мерці», при чому сама пісня використовувалася також як повноцінний саундтрек до трейлера серіалу.

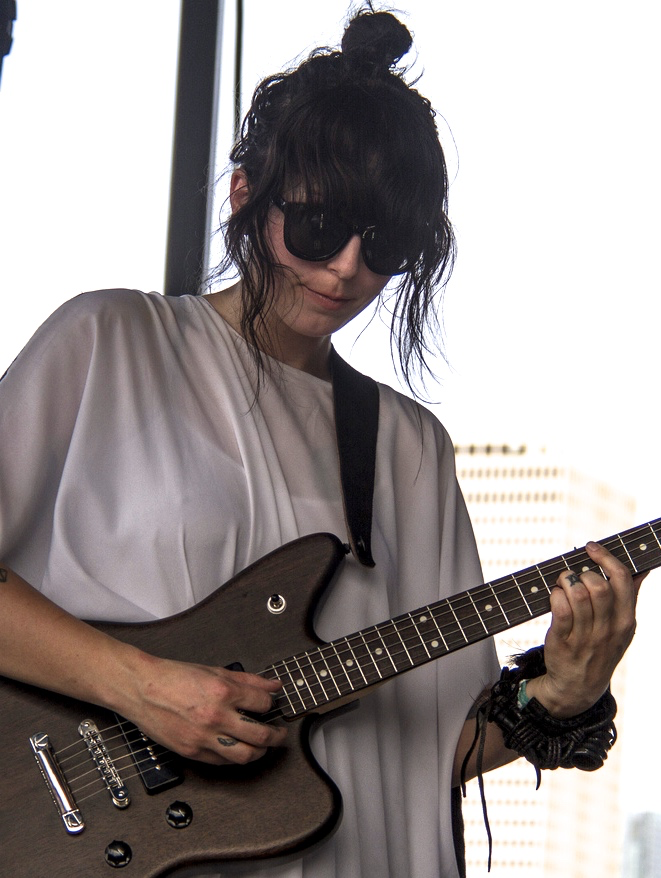
Челсі виступає в 2012 році

## Музичний стиль та впливи

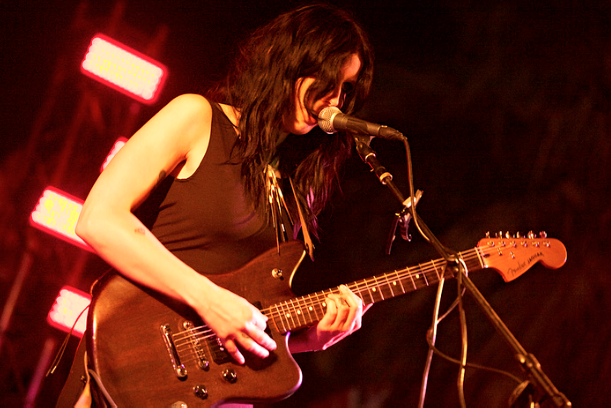
Челсі Вулф на сцені, на музичному фестивалі Desert Daze у місцевості Мекка, Каліфорнія; квітень 2013

Челсі назвала цілий ряд виконавців певних жанрів як таких, що справили вплив на її творчість, в тому числі — блек-метал та скандинавська фолк-музика, але співачка зауважила:

| «Мені спраді важко триматися якогось одного жанру, і якщо чесно, то для мене краще так, як воно є. Краще хай я буду вільна експериментувати і творити таке мистецтво, яке мені хочеться, аніж маю бути передбачуваною.»[21] Оригінальний текст (англ.) «I do have a hard time sticking to one genre, and honestly I prefer it that way. I'd rather be free to experiment and make the kind of art I want to make than be easy to define.» |
Різноманітні критики зауважили в її музиці елементи таких жанрів як дум, дроун, блек-метал, готичний рок, фолк та дарк-ембієнт.
Стосовно власного голосу, Челсі Вулф сказала:

| «Думаю, в глибині душі мені хотілося б мати один з тих по-справжньому твердих голосів, як у Курта Кобейна, тому можливо я намагаюся компенсувати його відсутність дисторшном гітар.»[13] Оригінальний текст (англ.) «I think deep down I wish I had one of those really gritty voices like Kurt Cobain, so maybe I'm making up for it with distorted guitars.» |
Співачка також зізналася, що великий вплив на неї справили і візуальні елементи творчості фільммейкера Інгмара Бергмана та фотографа Нен Ґолдін.

## Дискографія

### Студійні альбоми
- The Grime and The Glow (2010) (Pendu Sound)[22]
- Apokalypsis (2011) (Pendu Sound)[23]
- Unknown Rooms: A Collection of Acoustic Songs (2012) (Sargent House)[24]
- Pain Is Beauty (2013) (Sargent House)
- Abyss (2015, Sargent House)
- Hiss Spun (2017, Sargent House)
- Birth of Violence (2019, Sargent House)
- She Reaches Out to She Reaches Out to She (2024, Loma Vista)

### Міні-альбоми, збірки та ін.
- Prayer for the Unborn (Latitudes Session) (2013, Southern Records)[25]

### Концертні альбоми
- Концерт на фестивалі Roadburn (2012, Roadburn Records)[26]

## Учасники гурту
- Челсі Вулф — вокал, гітара
- Бен Крісгольм — синтезатор, баси[27]
- Кевін Доктер — соло-гітара
- Ділан Фуджіока — ударні

## Відеокліпи
| Рік  | Пісня                 | Режисер         |
| ---- | --------------------- | --------------- |
| 2009 | «Gold»                | Брендон Шилінг  |
| 2009 | «The Whys»            | Джейсон Руді    |
| 2011 | «Mer»                 | Зев Дінс        |
| 2011 | «Sunstorm»            | Шон Стаут       |
| 2013 | «Flatlands»           | Чарлен Беккел   |
| 2014 | «Feral Love»          | Марк Пеллінгтон |
| 2014 | «The Waves Have Come» | Марк Пеллінгтон |
| 2014 | «Lone»                | Марк Пеллінгтон |
| 2014 | «Kings»               | Марк Пеллінгтон |
| 2015 | «Carrion Flowers»     | Марк Пеллінгтон |